# Svitavy (stacja kolejowa)
Svitavy – stacja kolejowa w Svitavach, w kraju pardubickim, w Czechach. Jest główną stacją kolejową na terenie miasta, położoną we wschodniej części miasta. Znajduje się na wysokości 445 m n.p.m.
Na stacji istnieje możliwość zakupu biletów na wszystkiego rodzaju pociągi oraz rezerwacji miejsc. 

## Linie kolejowe
- 260 Česká Třebová - Brno
- 261 Svitavy - Žďárec u Skutče